# District de Vásárosnamény
Le district de Vásárosnamény (en hongrois : Vásárosnaményi járás) est un des 13 districts du comitat de Szabolcs-Szatmár-Bereg en Hongrie. Il compte 38 363 habitants et rassemble 28 localités : 26 communes et 2 villes dont Vásárosnamény, son chef-lieu.
Cette entité existait déjà auparavant. Elle a été créée lors de la réorganisation territoriale de 1923 après le Traité de Trianon, lorsque le comitat de Bereg a été divisé entre la Hongrie et la Tchécoslovaquie. Le district a appartenu au nouveau comitat de Szabolcs-Szatmár à partir de 1950 et a été supprimé avec la réforme territoriale de 1983.

## Localités
- Aranyosapáti
- Barabás
- Beregdaróc
- Beregsurány
- Csaroda
- Gelénes
- Gemzse
- Gulács
- Gyüre
- Hetefejércse
- Ilk
- Jánd
- Kisvarsány
- Lónya
- Márokpapi
- Mátyus
- Nagyvarsány
- Nyírmada
- Olcsva
- Pusztadobos
- Tarpa
- Tiszaadony
- Tiszakerecseny
- Tiszaszalka
- Tiszavid
- Tákos
- Vámosatya
- Vásárosnamény